# Georges von Cottenet
Georg(es) August von Cottenet (* 28. September 1807 in Berlin; † 15. August 1900 auf Gut Braunau, Landkreis Löwenberg, Provinz Schlesien) war ein königlich preußischer Politiker und Mitglied des Reichstages.

## Leben und Wirken
Cottenet besuchte die Klosterschule Roßleben und studierte anschließend Rechtswissenschaften an den Universitäten Berlin, Heidelberg und Göttingen. Er promovierte zum Dr. jur. und schlug dann die Verwaltungslaufbahn ein. Auf dem Höhepunkt seiner Karriere war er von 1852 bis 1873 preußischer Landrat und Landesältester des Kreises Löwenberg. Von 1866 bis 1873 war er Geheimer Regierungsrat.
Cottenet war von 1849 bis 1852 Mitglied der preußischen Ersten Kammer, von 1852 bis 1862 und von 1862 bis 1867 des Preußischen Abgeordnetenhauses für den Wahlkreis Regierungsbezirk Liegnitz 9. Dem Konstituierenden Reichstag, dem Reichstag des Norddeutschen Bundes und dem deutschen Reichstag gehörte er von 1867 bis 1874 für den Wahlkreis Liegnitz 5 (Löwenberg) an. Er war Mitglied der Konservativen Partei.
Er wurde am 18. Oktober 1861 in Königsberg (Preußen) in den preußischen Adelsstand erhoben. Cottenet war Gutsherr auf Braunau, wo er auch im Jahr 1900 starb.